# الواديين (المغربة)

تعديل مصدري - تعديل

الواديين هي إحدى قرى عزلة وكية بمديرية المغربة التابعة لمحافظة حجة، بلغ تعداد سكانها 284 نسمة حسب تعداد اليمن لعام 2004.